# Jyrki Katainen
Jyrki Tapani Katainen (* 14. října 1971 Siilinjärvi) je finský politik, mezi lety 2011 a 2014 finský premiér a v letech 2014–2019 místopředseda Evropské komise a komisař pro zaměstnanost, růst, investice a konkurenceschopnost v Evropské komisi vedené Jean-Claude Junckerem.
V minulosti byl předsedou nejsilnější pravicové Národní koaliční strany. Od července do listopadu 2014 byl evropským komisařem pro hospodářské a měnové záležitosti ve tzv. druhé Barrosově komisi. V letech 2011 až 2014 zastával úřad premiéra Finska. Od 19. dubna 2007 do 22. června 2011 působil ve funkci místopředsedy vlády a ministra financí ve druhé vládě Mattiho Vanhanena a vládě Mari Kiviniemiové.

## Život
Vyrůstal ve městě Siilinjärvi, kde působil na částečný úvazek jako učitel, dokud se v roce 1993 nestal členem obecní rady.

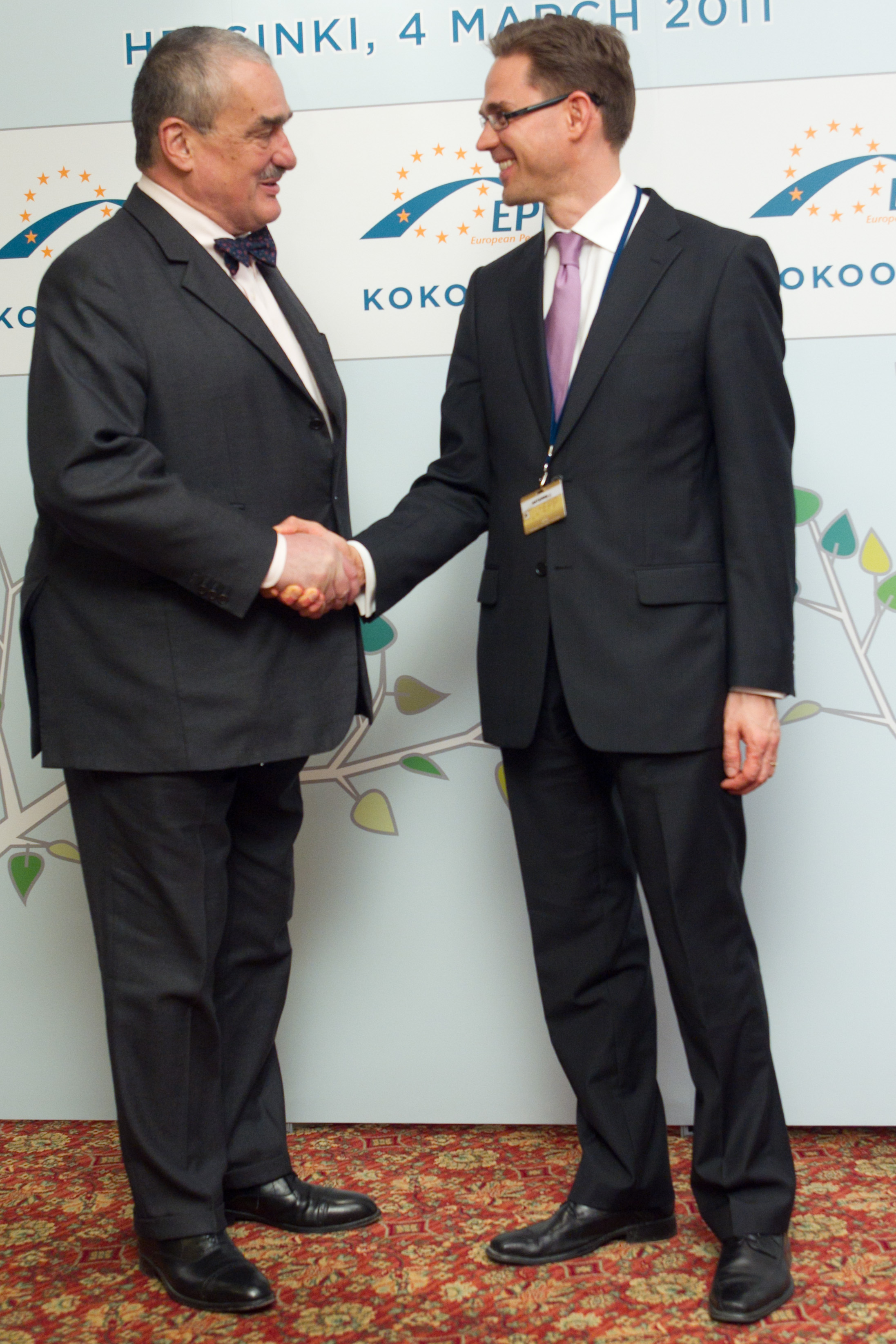
Jyrki Katainen a Karel Schwarzenberg na summitu Evropské lidové strany v březnu 2011

V roce 1999 byl zvolen do parlamentu za volební obvod Severní Savo. Od roku 2001 působil jako místopředseda Národní koaliční strany, roku 2004 se stal jejím předsedou.
V březnu 2003 byl zvolen na tříleté období do funkce viceprezidenta Evropské lidové strany.
V parlamentních volbách v roce 2007 se Národní koaliční strana umístila na druhém místě za Sociálně demokratickou stranou Finska. V nové vládě, tvořené stranami Finský střed, Národní koaliční strana, Zelený svaz a Švédská lidová strana působil ve funkci ministra financí a místopředsedy vlády.
V listopadu 2008 ho Financial Times jmenovaly nejlepším evropským ministrem financí.
Je ženatý, se ženou Mervi Katainenovou má dvě děti. Hovoří plynně švédsky a anglicky.